# صبغي جنسي

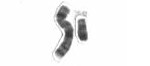
زوج الصبغيات الجنسية XY عند الإنسان (ذكر) بعد الاشتراط- G

الصبغي الجنسي (بالإنجليزية: Sex chromosome أو allosome) أو كروموسوم مغاير هو صبغي يختلف عن باقي الصبغيات الجسمية من حيث الشكل والحجم والوظيفة. الصبغي الجنسي عند الانسان، وعند معظم الثديات الأخرى، هو المسؤول عن تحديد جنس الفرد (سواء ذكر أو أنثى) في التكاثر الجنسي.
يوجد نوعان من الصبغيات الجنسية ويُرمز لهما بX أو Y. الأفراد التي يكون لديها صبغيان جنسيان XX، تكون أنثى. أما الأفراد التي يكون لديها صبغيان جنسيان XY، فتكون ذكور.

## الاكتشاف
اِكتشفت الصبغيات الجنسية من قبل كلا العالمين نيتي ستيفنز وإدموند ويلسون بشكل مستقل في عام 1905، ولكن يُعزى الاكتشاف الأول لستيفنز، كونها اكتشفته من قبل.

## التمايز
يوجد 23 زوج من الصبغيات (أي 46 صبغي كمجموع كلي) في نواة الخلايا عند الإنسان. يُطلق على أول 22 زوج اسم الصبغيات الجسمية. الكروموسوات الجسمية تكون متماثلة، على سبيل المثال يمكن أن يكون كل صبغي يحتوي على نفس الجين.
أما الصبغيات المتبقية في الزوج الأخير ال23، فتُسمى الصبغيات الجنسية. يتألف زوج الصبغيات الجنسية من صبغيان إكس عند الإناث وكروموسم إكس وصبغي واي عند الذكور (مع وجود بعض الحالات الاستثنائية). ولذلك فإن الإناث بشكل عام لديها 23 زوج من الصبغيات المتماثلة، حيث أن زوج الصبغيات الجنسية يحتوى  على XX وذلك يعني أنه متماثل. في المقابل، معظم الذكور يكون لديها 22 زوج من الصبغيات المتماثلة، لأن زوج الصبغيات الجنسية  يحتوي على XYوذلك يعني أن هذا الزوج غير متماثل. الصبغيان X و Y لديهما مناطق صغيرة من التنادد، تُسمى pseudoautosomal regions.
صبغي X يكون دائمًا الصبغي ال23 في البويضة، بينما يمكن أن يكون صبغي X أو Y موجودًا في الحيوانات المنوية.
في وقت مبكر من تطور الجنين الأنثوي، في خلايا أخرى غير خلايا البويضة، يتم تعطيل أحد الصبغيات X بشكل عشوائي ودائم: في بعض الخلايا يتم تعطيل صبغي X الموروث من الأم، وفي بعضها الآخر يتم تعطيل صبغي X الموروث من الأب.
هذا يضمن أن لدى كلا الجنسين دائمًا نسخة وظيفية واحدة بالضبط من صبغي X في كل خلية من خلايا الجسم.
يتم كتم صبغي X المعطل بواسطة كروماتين مغاير يقوم بضغط الحمض النووي ويمنع التعبير عن معظم الجينات (طالع مقالة تعطيل X). يتم تنظيم هذا الكتم عن طريق البروتين PYCR2

## تحديد الجنس
جميع الكائنات الضُعفانية (أي ثنائية الصبغي) التي يكون لديها نظام تحديد جنسي، تحصل على نصف الصبغيات الجنسية من كلا الوالدين.
في الثدييات، يكون لدى الإناث XX، أي أنها تنقل أحد تلك الصبغيات وبما أن الذكور لديها XY فهي تنقل أيضاً أحد تلك الصبغيات. لكي تكون الثدييات أنثى، يجب أن يحصل الفرد على صبغي إكس من كلا الوالدين.
في المقابل، لكي تكون الثدييات ذكوراً، يجب أن يحصل الفرد على صبغي X من والدته وصبغي Y من والده. وبالتالي فإن الحيوانات المنوية لدى الذكور هي التي تحدد جنس كل نسل في البشر.
ومع ذلك، فإن نسبة مئوية صغيرة من البشر لديهم تطور جنسي متباين، والمعروف باسم ثنائية الجنس.يمكن أن ينتج هذا في حال كان زوج الصبغيات الجنسية ليس XX ولا XY. يمكن أن يحدث ذلك أيضاً في حال اندماج جنينين مخصبين، حيث ينتج عن ذلك خيمر، والذي قد يحتوي على مجموعتين مختلفتين من الحمض النووي أحدهما XX والآخر XY. كما قد ينتج ذاك أيضاً عند تعرض الجنين، غالباً في الرحم، لمواد كيميائية تؤدي إلى تعطيل التحويل الطبيعي للصبغيات الجنسية إلى هرمونات جنسية، وبالتالي تطورها إلى ثنائية الجنس (حيث قد تكون الأعضاء التناسلية الخارجية أو الداخلية غامضة).

## التطبيقات الطبية
الصبغيات الجنسية لا تحمل الجينات التي تحدد جنس الفرد فقط، ولكنها تحمل أيضاً بعض الخصائص الأخرى. الجينات التي يحملها أحد الصبغيات الجنسية تُسمى بالارتباط الجنسي. تنتقل الأمراض المرتبطة بالجنس عبر العائلات عبر أحد الصبغيات الجنسية X أو Y.
نظرًا لأن الرجال يرثون صبغي Y دوناً عن النساء، فهم الوحيدون الذين يرثون السمات المرتبطة بـ Y. أما بالنسبة للسمات المرتبطة بـ X، فإن كلا الجنسين يمكن أن يرثها، ولكن الذكور معرضة أكثر لوراثتها لأن لديها صبغي إكس واحد فقط حيث أن الصبغي الجنسي الآخر يكون صبغي واي، في حين أن الإناث لديها صبغيان إكس.
يمكن أن يكون الاليل متنحياً أو سيادياً:
يمكن أن تحدث الوراثة بطريقة سيادية عندما يتسبب الجين الحامل للمرض من أحد الوالدين (على الصبغي X أو Y) في الإصابة بالمرض بالرغم من أن الجين الأخر من الوالدين (على الصبغي X أو Y) قد يكون طبيعياً، وهذا يعني أن الصبغي الحامل للمرض ساد على الصبغي الأخر (سيادي).
في المقابل، الوراثة بطريقة متنحية لا تحدث إلا عندما يكون كلا الكروموسان الجنسييان إكس واوي حاملين للمرض. في هذه الحالة، إذا كان جين واحد فقط غير طبيعي، فلا يحدث المرض، أو قد يحدث بدرجة خفيفة. الشخص الذي لديه جين واحد غير طبيعي (ولكن بدون أعراض) يسمى حامل أو ناقل. يمكن أن ينقل الشخص الحامل للمرض (ولكن غير مصاب فيه) هذا الجين غير الطبيعي إلى أطفاله.
يحمل صبغي إكس حوالي2000 -1500 جين، أي أكثر من أي صبغي آخر في جسم الإنسان. معظم هذه الجينات تُشفر لشيء آخر غير الصفات التشريحية للإناث. العديد من هذه الجينات المرتبطة بـالكروموسم إكس هي المسؤولة عن الحالات غير الطبيعية (كبعض أنواع الأمراض مثلاً) مقارنة بالصبغي واي، حيث أن كروموسم واي يحمل حوالي 78 جينًا فقط وتشارك معظم تلك الجينات في أنشطة حفظ الخلايا الأساسية وإنتاج الحيوانات المنوية للذكور. أي أن نسبة وراثة الأمراض- على الأغلب- تكون أكبر عند كروموسم إكس مقارنة بصبغي واي. واحد فقط من جينات صبغي واي، والمعروف بجين SRY ، يكون مسؤولاً عن السمات التشريحية للذكور. عندما تكون أي من الجينات التسعة المعنية بإنتاج الحيوانات المنوية مفقودة أو معيبة، تكون النتيجة عادةً انخفاض عدد الحيوانات المنوية وعقمها. تشمل الأمراض المرتبطة بالصبغي إكس العديد من الأمراض الشائعة ومنها: عمى الألوان، الهيموفيليا، ومتلازمة الصبغي إكس الهش.
1) عمى الألوان أو بالأحرى نفص رؤية الألوان هو عدم القدرة على التمييز بين بعض الألوان أو كلها التي يمكن أن يميزها الآخرون. هو مرض وراثي في غالب الأحيان، لكن ممكن أن يحصل بسبب خلل في العين أو العصب البصري أو الدماغ أو بسبب التعرض لبعض المواد الكيمياوية. يؤثر العمى اللوني على العديد من الأفراد في المجتمع. لا يوجد عمى فعلي، لكن هناك نقص في رؤية الألوان. السبب الأكثر شيوعًا لعمى الألوان هو وجود خطأ في تطوير مجموعة أو أكثر من مجموعات المخاريط الشبكية التي تدرك اللون في الضوء وتنقل هذه المعلومات إلى العصب البصري. هذا النوع من عمى الألوان هو عادة شرط مرتبط بالجنس.
تتواجد الجينات التي تنتج الصِباغٌ المُتَبَدِّلٌة بالضَّوْء على الصبغي إكس؛ وإذا كانت بعض هذه الجينات مفقودة أو تالفة، فسيتم التعبير عن العمى اللوني لدى الرجال الذين لديهم احتمال أكبر من الإناث لأن الذكور لديهم صبغي X واحد فقط.
عمى الألوان الأحمر والأخضر هو اضطراب وراثي حيث يفشل الفرد في التمييز بين الأشكال الحمراء والخضراء. سبب هذه الحالة هو حدوث طفرة في مستقبلات شبكية العين الحمراء أو الخضراء، والتي توجد على كرموسوم إكس. يمكن تشخيص عمى الألوان الأحمر والأخضر باستخدام اختبار إيشيهارا.
2) الهيموفيليا هي مجموعة من اضطرابات النزيف التي تستغرق وقتًا طويلاً حتى يتجلط الدم.  يشار إلى ذلك باسم X-Link Recessive. الهيموفيليا أكثر شيوعًا عند الذكور لأن الذكور لديهم صبغي إكس واحد، ما يعني أنه في حال كان صبغي إكس حامل للمرض، فانه كفيل بنقل المرض حتى لو كان بطريقة متنحية، في حين أنه عند الإناث يجب أن يكون كلا الصبغيان (أحدهم من الأب والآخر من الأم) حاملاً للمرض.
الأمراض أوالصفات المرتبطة بالصبغي إكس هي موروثة من الأمهات الحاملة للمرض (ولكن غير مصابة) أو من الأمهات المصابة أو من الآباء المصابة. الإناث يمكن أن تكون حاملة للمرض المرتبط بالصبغي إكس من غير أن تكون مصابة به، في حين أن الذكور لا تستطيع أن تكون حاملة للمرض فقط من غير أن تكون مصابة، لأن لديها صبغي إكس واحد فقط.
إذا كانت الأم مصابة بهذا المرض، فإن المرض سينتقل حتماً إلى الابن من غير أن يكون هناك أثر للأب، ولكن إذا كانت الأم حاملة للمرض فقط (من غير أن تكون مصابة به) فإن احتمال انتقال المرض إلى الابن يمثل 50%.
في المقابل، يستدعي انتقال المرض إلى الابنة أن يكون الأب والأم كلاهما مصابان بالمرض وذلك يحدث بنسبة 100% أو أن الأم حاملة للمرض (من غير أن تكون مصابة) والأب مصاب بالمرض وذلك بنسبة 50%.
فيكتوريا ملكة المملكة المتحدة كانت حاملة للمرض (الهيموفيليا) من غير أن تكون مصابة به. نقلت المرض لكل من أبنائها الأربعة واثنين على الأقل من بناتها الخمس. أصيب ابنها ليوبولد بالمرض وتوفي في سن الثلاثين. نتيجة الزواج من العائلات الملكية الأوروبية الأخرى، نشرت الأميرات أليس وبياتريس الهيموفيليا إلى روسيا وألمانيا وإسبانيا. بحلول أوائل القرن العشرين، كان الجيل العاشر من نسل فيكتوريا مصاباً بالهيموفيليا وكلهم كانو رجالاً.
3) متلازمة الصبغي إكس الهش تحدث نتيجة خلل جيني وراثي، وتعتبر أحد أسباب التوحد، وأطياف متعددة من التخلف العقلي. تحدث أيضاً بسبب تغير في جين يسمى FMR1. يتكرر جزء صغير من شيفرة الجين في منطقة هشة من صبغي إكس. كلما تكرر الأمر أكثر، زاد احتمال وجود مشكلة. يمكن أن يتأثر كل من الذكور والإناث على حد سواء، ولكن نظرًا لأن الذكور لديهم صبغي X واحد فقط، فهم معرضون أكثر للمرض لنفس السبب الآنف الذكر في الفقرة السابقة. معظم الذكور التي تعاني من هذا المرض لديهم خصية كبيرة، آذان كبيرة، وجوه ضيقة ومتطاولة، أقدام مسطحة، نقص التوتر، واضطرابات المعالجة الحسية التي تؤدي إلى صعوبات التعلم.
بعض التضاعفات يمكن أن تشمل:
46 ، XX اضطراب الخصية للتنمية الجنسية ، كما يُعرف أيضاً بمتلازمة الذكر XX ،هو حالة اضطرابية يكون فيها الأفراد الذين لديهم صبغيان XX في كل خلية، والذي هو النمط الموجود عادةً في الإناث، بمظهر الذكور. الأشخاص الذين يعانون من هذا الاضطراب لديهم الأعضاء التناسلية الخارجية للذكور. كما أن هذا الاضطراب قد ينتج عن تبادل غير طبيعي للمواد الوراثية بين الصبغيات (إزفاء). يحدث هذا التبادل كحدث عشوائي أثناء تكوين خلايا الحيوانات المنوية في والد الشخص المصاب. الجين SRY (الموجود على صبغي Y) يوضع في غير محله في هذا الاضطراب (في أغلب الأحيان تقريباً على صبغي X). إذا كانصبغي X لدى أي شخص يحمل جين SRY، فإن ذلك الشخص سيطور خصائص ذكورية على الرغم من عدم وجود صبغي Y.